# Janusz Jarzembowski
Janusz Jarzembowski (* 29. November 1933 in Posen; † 14. Juni 1961 ebd.) war ein polnischer Sprinter.
Bei den Olympischen Spielen 1956 in Melbourne wurde er Sechster in der 4-mal-100-Meter-Staffel. Über 100 m schied er im Viertelfinale und über 200 m im Vorlauf aus.
1960 wurde er bei den Olympischen Spielen in Rom im Vorlauf der 4-mal-100-Meter-Staffel mit der polnischen Mannschaft disqualifiziert.
1960 wurde er Polnischer Meister über 200 m.

## Persönliche Bestzeiten
- 100 m: 10,5 s, 11. Juli 1958, Łódź
- 200 m: 21,5 s, 27. September 1959, Posen